# Benedykt
Benedykt ist die polnische Variante des Vornamens Benedikt.
Bekannte Namensträger:
- Benedykt Dybowski  (1833–1930), polnischer Naturforscher und Arzt
- Benedykt Izdbieński (1488–1553), Bischof von Kamjanez-Podilskyj und Bischof von Rosen
- Benedykt Polak (1200–1280), polnischer Franziskaner und Teilnehmer der Reise von Johannes de Plano Carpini in die Mongolei

Siehe auch:
- St. Benedykt